# 海ニ眠ル花
『海ニ眠ル花』（うみニねむルはな）は、中村春菊による日本の漫画作品。『GUST』（桜桃書房）にて、2000年6月号から2001年11月号まで連載された。全5巻。孤高の美剣士御影と、海賊団の頭目サカキの恋と冒険を描いた活劇漫画。ファーストスマイル・エンタテインメントからドラマCDも発売されている。
2023年、作者の中村が『エメラルド』（KADOKAWA）で連載している作品『純情ロマンチカ』と『世界一初恋』がともに節目の周年を迎えることを記念して、中村のコミックスを5か月連続刊行することが決定。それにより本作も刊行されることが発表されている。

## 登場人物
声優の記述はドラマCDによるもの。
室生御影（むろう みかげ）
声 - 野島健児
その身に流れる豊臣の血により、秀吉公の遺した隠し財宝を捜し求める幕府から狙われている剣士。推定17歳。亥年生まれ。内藤数馬によって養父母を殺された上に妹を攫われ、追われる身でありながらも復讐を心に誓う。自らも知らなかった出生の秘密に翻弄され、また慎太郎の裏切りに遭うなど傷つき苦悩するが、サカキに出会って頑なだった心を解し、互いに惹かれあう。剣の腕前は最初に相対したサカキを易々と伸すほどだが、頭に血が上っているとあっさり押さえ込まれる。涼やかな美人にして、猪突猛進な性格。旅暮らしが長かった為にサバイバルに強く、様々な雑学にも通じている。心強い味方（ヤタガラス）を得て、改めて美登利の救出を心に誓う。かつて数馬によって強姦されたことから、人から触れられるのを極度に嫌がっていた（現在はサカキによって克服している）。
コミックスのカバー裏おまけ漫画によれば、旅に出てからの出来事を旅日記にしてまとめているらしく、どんなに忙しくても（関所破りの際も）執筆を欠かしたことはない。
サカキ
声 - 三木眞一郎
瀬戸内の小島「神捨島」の島長にして、海賊ヤタガラスの頭目。貧困に喘ぐ島の人々の生活の為、密輸船を専門に襲撃・略奪を繰り返し、いつか島民達が食うに困らない環境を作ることを夢見ている。祖父が書き遺した豊臣の隠し財宝の地図の一部を持つ御影との出会いにより、これまで眉唾だった財宝の話に確信を抱き、御影やヤタガラスのメンバーと共に財宝の眠る島を目指す。細かいことにこだわらない性格で、自然と人を惹きつける求心力がある。御影のことは半ば一目惚れも同然だった。昔は割と節操に欠けていたらしく年上の女性達、時には十郎を相手に度々若気の至りに及んでいた。
十郎（じゅうろう）
声 - 成田剣
サカキに恋心を寄せる幼馴染にして副官的存在。冷静な判断力と知略を併せ持った参謀役で、サカキからの信頼は島の誰よりも厚い。サカキとは本番にこそ至っていないものの、戯れに身体の関係を持っていた。それでも尚平然と親友の姿勢を変えないサカキに対して呆れる一方、見限ることも出来ずズルズルと想いを引き摺っている。御影に嫉妬している。かつて近隣の島々から無差別に盗みを働いていたサカキを、役人達から庇った際、右目を失い隻眼となった。
真琴 （まこと）
声 - 前川優子
ヤタガラスの紅一点にして、サカキの妹。兄に対しては口うるさい一方、気風も良く家事も得意な島の男衆のアイドル的存在。幼馴染の十郎に片想いしている。十郎のサカキへの想いを痛いほど理解し、髪を短くして船に乗るなど結構いじらしい。
玉造（たまぞう）
声 - 松本吉朗
ヤタガラスの一員。通称タマ（時々ポチ）。のほほんとした雰囲気と童顔から、メンバーの中ではマスコット的存在。豊臣の財宝捜しに関しては、団内の誰よりも意欲的。素潜りが上手く、葛湯が好物。
内藤数馬（ないとう かずま）声 - 泉尚摯
幕府から隠し財宝探索を命じられ、その過程で影忠＆みさを殺害し、美登利を攫った男。幕府から一目置かれている七千石の大身旗本で、一武士としての実力も確か。御影に対して異様に執着し、あらゆる手段を用いて苦難に追い込む。番外編「眠る蜉蝣」では、御影へ執着する理由の一端が明らかに。
慎太郎（しんたろう）
声 - 平川大輔
御影とは昔からの親友。御影からの信頼も厚かったが、実は仕官先（内藤数馬）の命によって御影の情報を密告していた。
室生美登利（むろう みどり）
声 - 前川優子
御影より一歳下の妹。御影が修行で家を空けていた間、内藤によってどこかへ連れ去られる。
御影の母
御影が幼い頃に亡くなった、室生兄妹の母親。彼女の母親は、豊臣秀吉に手をつけられた北政所の侍女。豊臣政権が滅亡してもその存在は最後まで公にされることはなかったのだが、後々に御影や美登利の未来に波紋が及ぶ。
奥平政親（おくだいら まさちか）
徳川の縁戚に当たる、室生兄妹の父親。本編ではシルエットしか登場せず台詞もない。御影が物心つかない内に病死した。豊臣の落胤（妻）の出生を承知の上で彼女を娶った。
室生影忠（むろう かげただ） & 室生みさ（むろう みさ）
声 - 辻親八（影忠）、永吉由佳（みさ）
御影と美登利の母亡き後、二人の養父母となった夫妻。豊臣の事情についても承知していたらしく、御影達の母への忠義から兄妹を立派に育て上げるのだが、御影の留守中に内藤数馬によって殺害される。
シロクロ声 - 松本吉朗
ヤタガラスのステータスシンボルとも言える、身体半分が真っ白の珍しいカラス。サカキの相棒（2人目）であり、随所で度々彼の危機を救っている。雛だった頃に巣から落ちたところをサカキに助けられて一緒に育ち、一途にサカキを想っているのだがイマイチ報われておらず、十郎をライバル視している。「日本シロクロ物語」では広島弁口調。
カニカニ
声 - 辻親八
手痛い失恋をした経験から、似たような境遇のシロクロと友達になった、神捨島の浜辺に暮らすカニ。関西弁口調。近頃はシロクロを友人以上に想っている。

## 書誌情報
- 中村春菊『海ニ眠ル花』桜桃書房〈ガストコミックス〉、全5巻
  1. 2001年2月、ISBN 4-7567-1387-4
  2. 2001年6月、ISBN 4-7567-1414-5
  3. 2001年10月、ISBN 4-7567-1439-0
  4. 2002年2月、ISBN 4-7567-1463-3
  5. 2002年6月、ISBN 4-7567-1485-4
- 中村春菊『海ニ眠ル花』KADOKAWA〈あすかコミックスCL-DX〉、全5巻
  1. 2023年5月1日発売[2]、ISBN 978-4-04-113189-3
  2. 2023年6月1日発売[3]、ISBN 978-4-04-113190-9
  3. 2023年6月30日発売[4]、ISBN 978-4-04-113191-6
  4. 2023年8月1日発売[5]、ISBN 978-4-04-113192-3
  5. 2023年9月1日発売[6]、ISBN 978-4-04-113193-0